# كأس الكونفيدرالية الإفريقية 2022–23
كأس الكونفيدرالية الأفريقية 2022–23 (تُعرف رسمياً باسم كأس الكونفيدرالية الأفريقية توتال إنرجيز 2022–23 لأسباب الرعاية) هي النسخة العشرون من البطولة، البطولة الثانوية التي يُنظمها الاتحاد الأفريقي لكرة القدم تحت مُسماها الحالي بعد دمج بطولتي كأس الكؤوس الأفريقية وكأس الاتحاد الأفريقي.
تُوج اتحاد العاصمة الجزائري بلقب البطولة للمرة الأولى في تاريخه بعد فوزه على فريق يانغ أفريكانز التنزاني وفق قانون الأهداف خارج الديار بعد التعادل في عدد الأهداف في مجموع مباراتي الذهاب والإياب. وبذالك يتأهل اتحاد العاصمة الجزائري تلقائيًا إلى كأس الكونفيدرالية الإفريقية 2023–24 كما يتأهل للعب ضد الفائز في دوري أبطال أفريقيا 2022–23 على بطولة كأس السوبر الأفريقي 2023 ضد الأهلي المصري. 